# Joe Sostilio
Joseph „Joe“ Sostilio (* 3. Januar 1915 in Newton, Massachusetts; † 9. Juli 2000 in Tarpon Springs, Florida) war ein US-amerikanischer Autorennfahrer.

## Karriere
Sostilio begann seine Rennkarriere 1932 im Alter von 17 Jahren in einem Ford A Stockcar. 1935 und 1936 gewann er die Meisterschaft im Dirttrack-Rennen für Neuengland. 1938 siegte er bei den Midget-Cars in der Neuengland-Meisterschaft, 1939 in der Meisterschaft von Vermont. Nach dem Zweiten Weltkrieg setzte er seine Karriere vorwiegend mit Midget-Cars fort und gewann zahlreiche Rennen und mehrere Meisterschaften.
Er startete 1954 in vier Rennen zur AAA-National-Serie. Als bestes Resultat konnte er zweimal (in Langhorne und Darlington) einen siebten Platz belegen. Beide Male fuhr er einen Kurtis Kraft–Offenhauser.
Den vier Starts stehen jedoch 15 Nicht-Qualifikationen im Zeitraum zwischen 1950 und 1963 gegenüber, darunter auch dreimal in Indianapolis.
Sostilio starb im Jahr 2000 im Alter von 85 Jahren. Zwei Jahre später wurde er posthum in die NEAR Hall of Fame aufgenommen.

## Statistik

### Indy-500-Ergebnisse
| Jahr | Startnr. | Start | Qual (km/h) | Ergebnis | Runden | Führung | Ausfall |
| ---- | -------- | ----- | ----------- | -------- | ------ | ------- | ------- |
| 1953 | 17       | DNQ   |             |          |        |         |         |
| 1954 | 45       | DNQ   |             |          |        |         |         |
| 1963 | 62       | DNQ   |             |          |        |         |         |

| Legende  | Legende            | Legende                                                          |
| Farbe    | Abkürzung          | Bedeutung                                                        |
| -------- | ------------------ | ---------------------------------------------------------------- |
| Gold     | –                  | Sieg                                                             |
| Silber   | –                  | 2. Platz                                                         |
| Bronze   | –                  | 3. Platz                                                         |
| Grün     | –                  | Platzierung in den Punkten                                       |
| Blau     | –                  | Klassifiziert außerhalb der Punkteränge                          |
| Violett  | DNF                | Rennen nicht beendet (did not finish)                            |
| Violett  | NC                 | nicht klassifiziert (not classified)                             |
| Rot      | DNQ                | nicht qualifiziert (did not qualify)                             |
| Rot      | DNPQ               | in Vorqualifikation gescheitert (did not pre-qualify)            |
| Schwarz  | DSQ                | disqualifiziert (disqualified)                                   |
| Weiß     | DNS                | nicht am Start (did not start)                                   |
| Weiß     | WD                 | zurückgezogen (withdrawn)                                        |
| Hellblau | PO                 | nur am Training teilgenommen (practiced only)                    |
| Hellblau | TD                 | Freitags-Testfahrer (test driver)                                |
| ohne     | DNP                | nicht am Training teilgenommen (did not practice)                |
| ohne     | INJ                | verletzt oder krank (injured)                                    |
| ohne     | EX                 | ausgeschlossen (excluded)                                        |
| ohne     | DNA                | nicht erschienen (did not arrive)                                |
| ohne     | C                  | Rennen abgesagt (cancelled)                                      |
| ohne     | keine WM-Teilnahme |                                                                  |
| sonstige | P/fett             | Pole-Position                                                    |
| sonstige | 1/2/3/4/5/6/7/8    | Punktplatzierung im Sprint-/Qualifikationsrennen                 |
| sonstige | SR/kursiv          | Schnellste Rennrunde                                             |
| sonstige | *                  | nicht im Ziel, aufgrund der zurückgelegten Distanz aber gewertet |
| sonstige | ()                 | Streichresultate                                                 |
| sonstige | unterstrichen      | Führender in der Gesamtwertung                                   |